# Популяційні хвилі

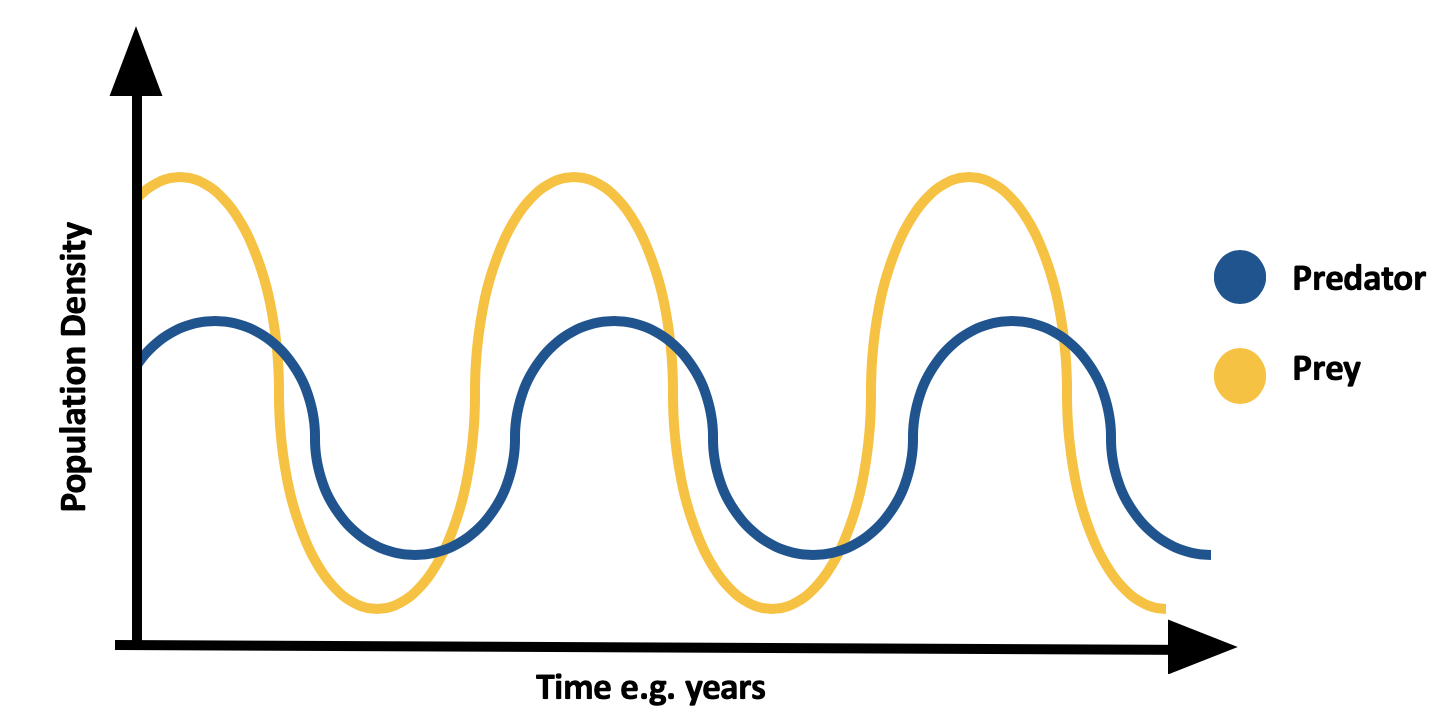
Хвилі хижаків та жертв у популяції

Популяційні хвилі, або хвилі життя —  періодичні або неперіодичні коливання чисельності особин організмів у природних популяціях. Даний термін вперше був введений біологом С. С. Четвериковим у 1905 р.
Дане явище поширюється на будь-які види рослин і тварин, уключно з мікроорганізми. Періодичні коливання чисельності можуть бути сезонними або несезонними — повторюваними через різні часові проміжки. Сезонні коливання чисельності найбільш характерні для короткоживучих організмів (комах, мікроорганізмів тощо). Період коливань чисельності у білок — 8-11 років, у мишоподібних гризунів — близько 4-10 років, білана капустяного — 10-12 років, північноамериканського зайця-біляка і рисі на півночі Канади — 9-10 років, сарани — близько 11 років. Часто популяційні хвилі супроводжуються коливаннями ареалу самих популяцій.
Причини коливань зазвичай можуть мати екологічну природу. Наприклад, розміри популяцій «жертви» (зайця) збільшуються при зниженні популяції «хижака» (лисиці, рисі, вовка). При цьому, збільшення кормових ресурсів сприяє росту чисельності хижаків, що, в свою ж чергу, інтенсифікує винищування жертв.
Прийнято розрізняти великі і малі хвилі життя. Перші можуть досягати більшого розміру навіть у порівняно великих тварин, що швидко розмножуються. Наприклад, чисельність зайця-біляка в деякі роки може зростати в 1000 і навіть 2500 разів. У плодючих видів дрібного розміру дана амплітуда незрівнянно більша, наприклад у окремих комах вона досягає 10 тисяч раз, чисельність хрущів може збільшуватися в мільйон разів, сибірського шовкопряда — в 12 мільйонів разів.
Спалахи чисельності організмів низки видів, які спостерігаються в ряді регіонів світу, можуть бути зумовленими діяльністю людини. В XIX–XX століттях прикладами цього є популяції хатніх горобців у Північній Америці, кроликів в Австралії, канадської елодєї в Євразії. В даний час також зросли розміри популяцій мухи хатньої, які знаходять кормову базу у вигляді харчових відходів поблизу поселень людини. Навпаки, чисельність популяцій хатніх горобців скорочується в містах внаслідок припинення широкого використання коней.
Популяційні хвилі є ефективним фактором подолання генетичної інертності природних популяцій. Хвилі життя мають велике еволюційне значення, будучи одним з чотирьох еволюційних чинників поряд з ізоляцією, мутаціями і природним відбором.
При різкому скороченні чисельності популяції серед нечисленних індивідів, які випадково залишилися живими, можуть бути рідкісні генотипи. Надалі відновлення чисельності зазвичай відбувається за рахунок цих особин, що веде до зміни частот генів, а значить, генофонду популяції, яка пережила катастрофічне скорочення чисельності. Таким чином, популяційні хвилі можуть бути постачальниками еволюційного матеріалу і в той же час небезпечними для виживання малочисельних популяцій.

## Виноски
1. ↑  Биологический энциклопедический словарь. / Гл. ред. М. С. Гиляров; Редкол.: А. А. Бабаев, Г. Г. Винберг, Г. А. Заварзин и др. — М.: Сов. Энциклопедия, 1986
2. ↑  Дедю И. И. Экологический энциклопедический словарь. — Кишинев: Глав. редакция Молд. сов. энциклопедии. 1989.